# Leben des Thomas Becket (Kathedrale von Sens)

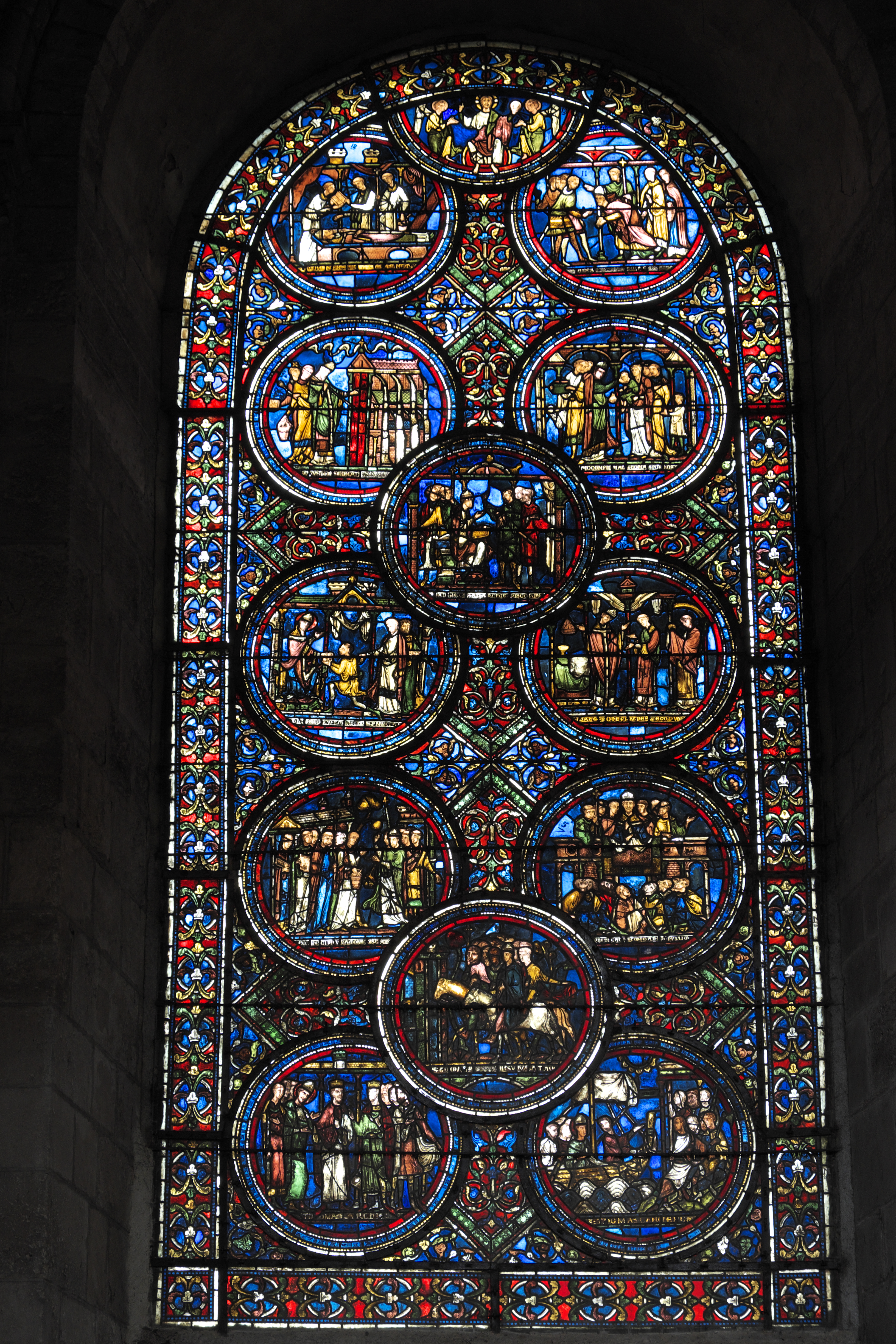
Fenster Leben des Thomas Becket

Das Bleiglasfenster mit dem Thema Leben des Thomas Becket in der Kathedrale von Sens, einer französischen Stadt im Département Yonne, wurde Anfang des 13. Jahrhunderts von einem unbekannten Meister geschaffen. Das fünf Meter hohe und zwei Meter breite Fenster ist seit 1840 als Teil des Bauwerks als Monument historique geschützt.

## Geschichte
Thomas Becket war zweimal in Sens: Im Jahr 1164, als er Papst Alexander III. traf, und im Jahr 1170, bevor er wieder aus seinem Exil in Frankreich nach Canterbury zurückkehrte. Im gleichen Jahr wurde er dort in der Kathedrale ermordet.

## Beschreibung
Das Fenster mit der Nummer 23 (nach dem Schema von Corpus Vitrearum Medii Aevi) befindet sich an der Nordseite des Chorumgangs als erstes Fenster vom Kirchenschiff aus gesehen. Es stellt Szenen aus dem Leben von Thomas Becket (1118–1170), dem Lordkanzler Englands und von 1162 bis 1170 Erzbischof von Canterbury, dar. In Nordwestfrankreich gibt es in etwa zehn Kirchen Bleiglasfenster mit der Darstellung von Thomas Becket.
Insgesamt sind 13 Medaillons zu sehen, unterteilt in zweimal vier Medaillons, in deren Mitte jeweils ein fünftes in Kreuzform aufliegt. Darüber schließen die zwei oberen Medaillons die Erzählung ab. In der Mitte oben ist der segnende Christus dargestellt. In mittelalterlichen Fenstern wird von unten nach oben dargestellt.

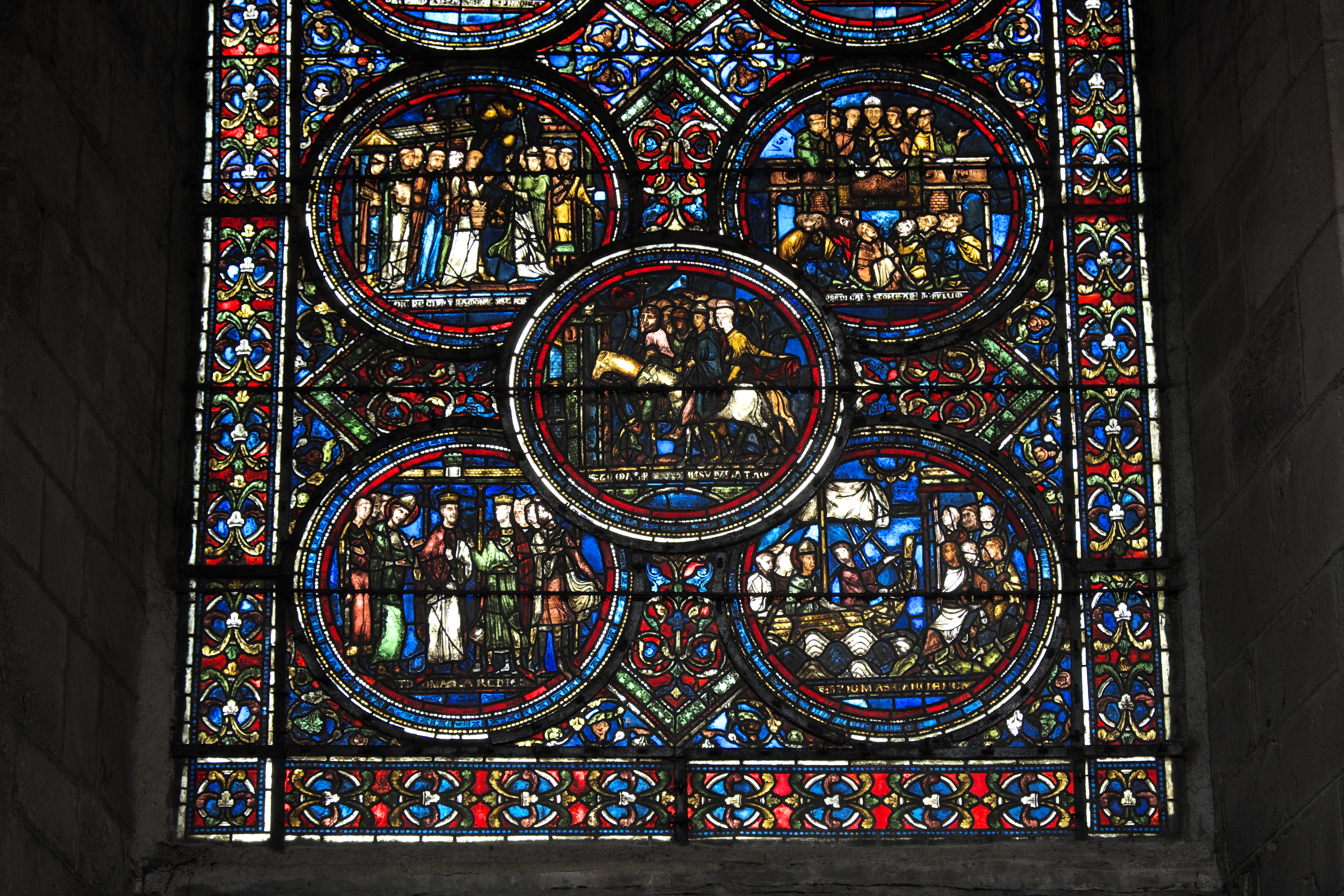
Untere Szenen

Links unten sieht man den Versuch einer Versöhnung zwischen dem englischen König Heinrich II. und Thomas Becket (siehe auch Der Konflikt mit Thomas Becket). Unten rechts kehrt Thomas Becket mit dem Schiff nach England zurück. In der Mitte erreicht Thomas Becket mit seiner Begleitung zu Pferd die Tore von Canterbury. Darüber links wird Thomas Becket vor der Kathedrale von Canterbury von Mönchen empfangen. Daneben predigt er dem Volk.
Die fünf Medaillons in der Mitte: Thomas Becket empfängt eine Botschaft des englischen Königs (unten links). Thomas Becket feiert eine Messe in der Kathedrale von Canterbury (unten rechts).

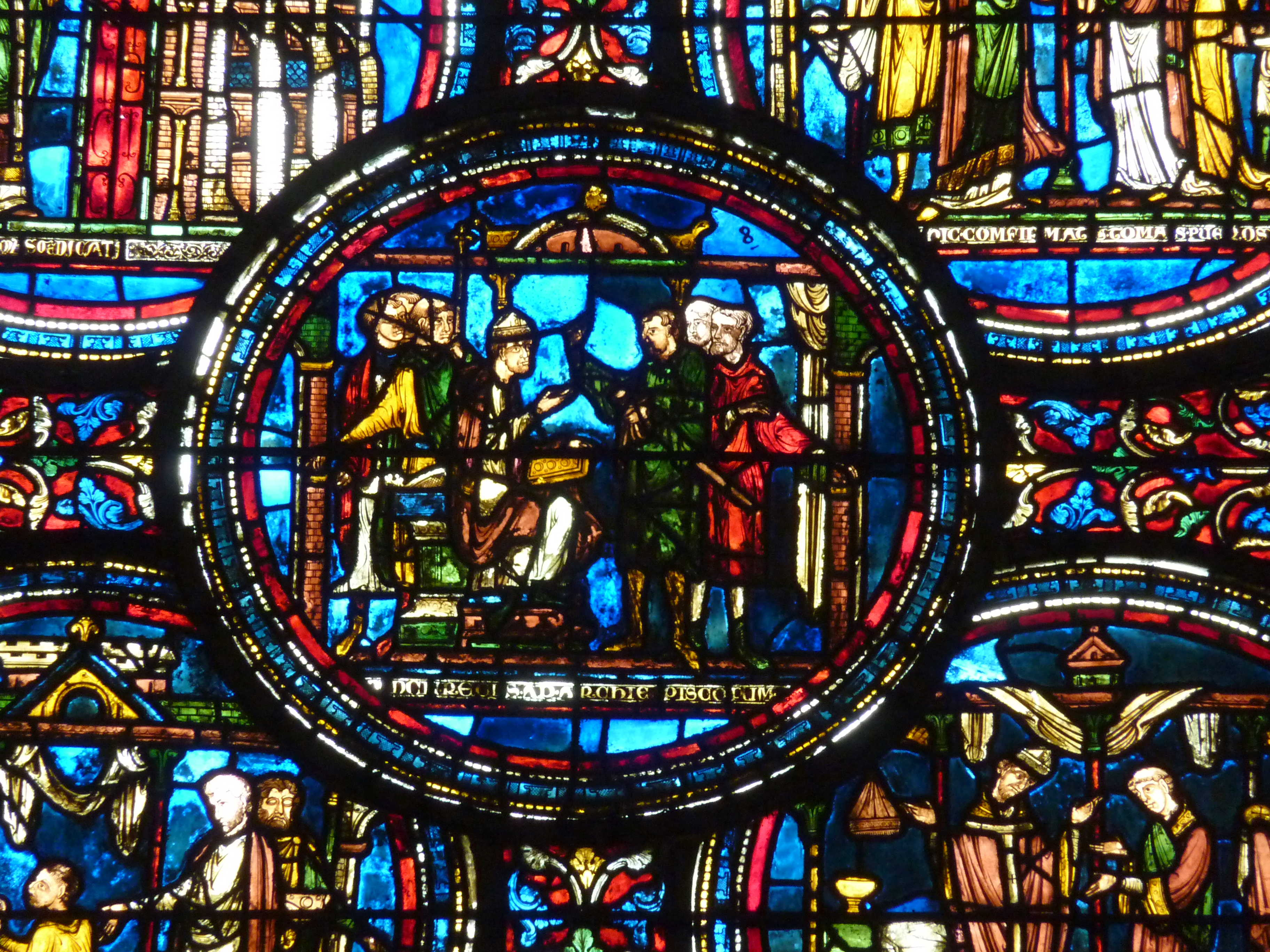
Boten des Königs kommen zu Thomas Becket
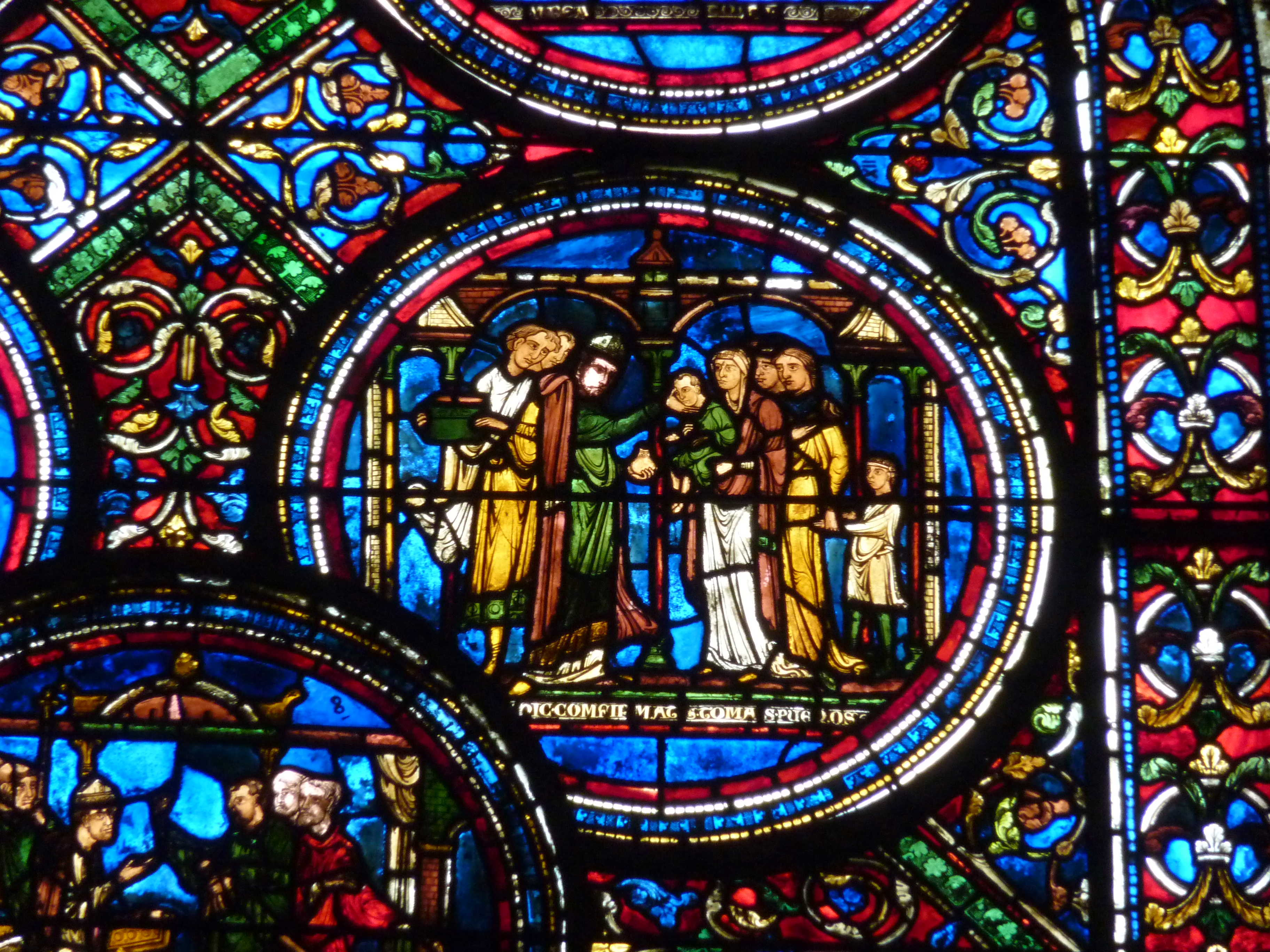
Thomas Becket tauft ein Kind
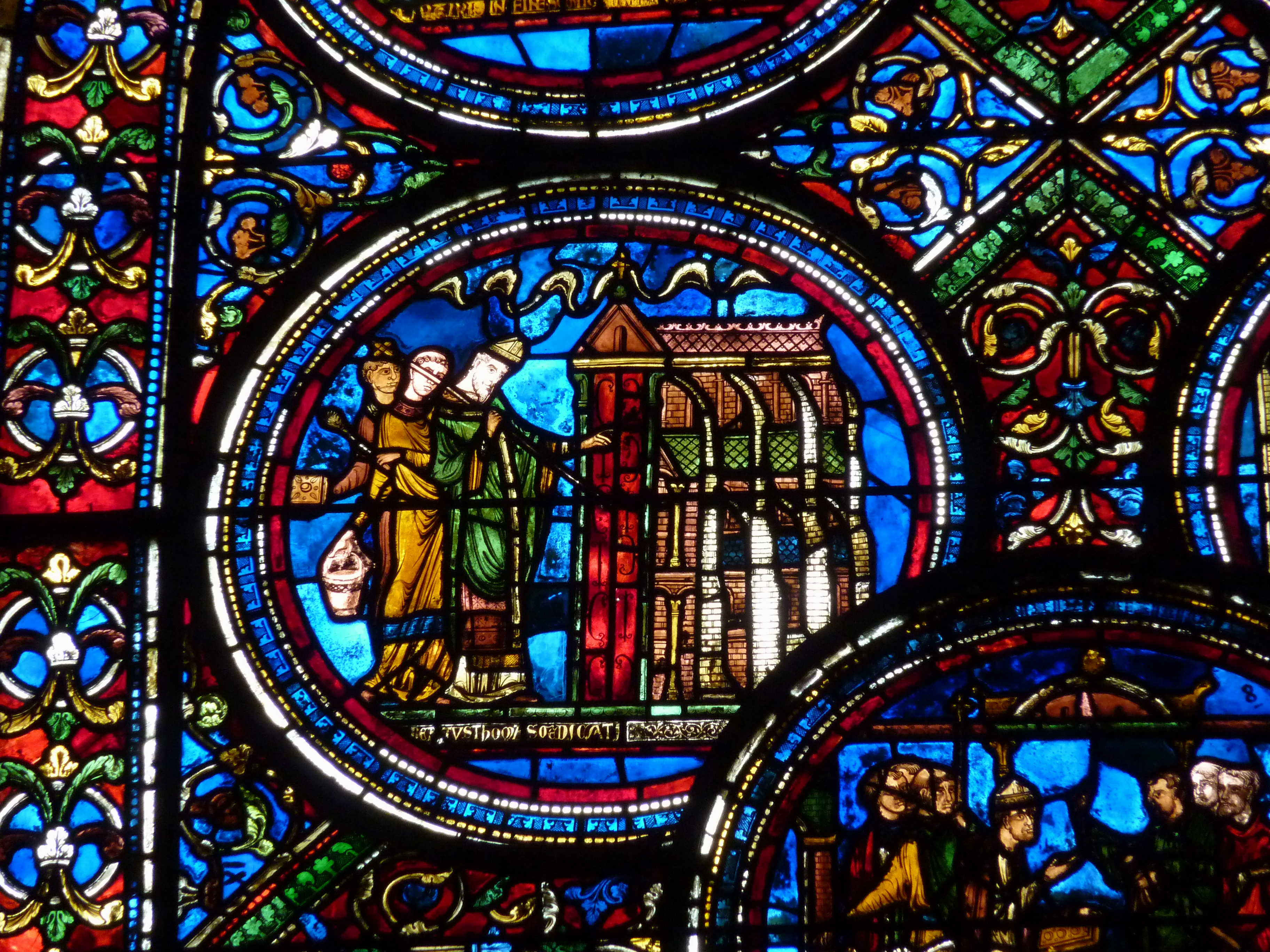
Thomas Becket weiht eine Kirche

Ermordung und Leichnam von Thomas Becket:

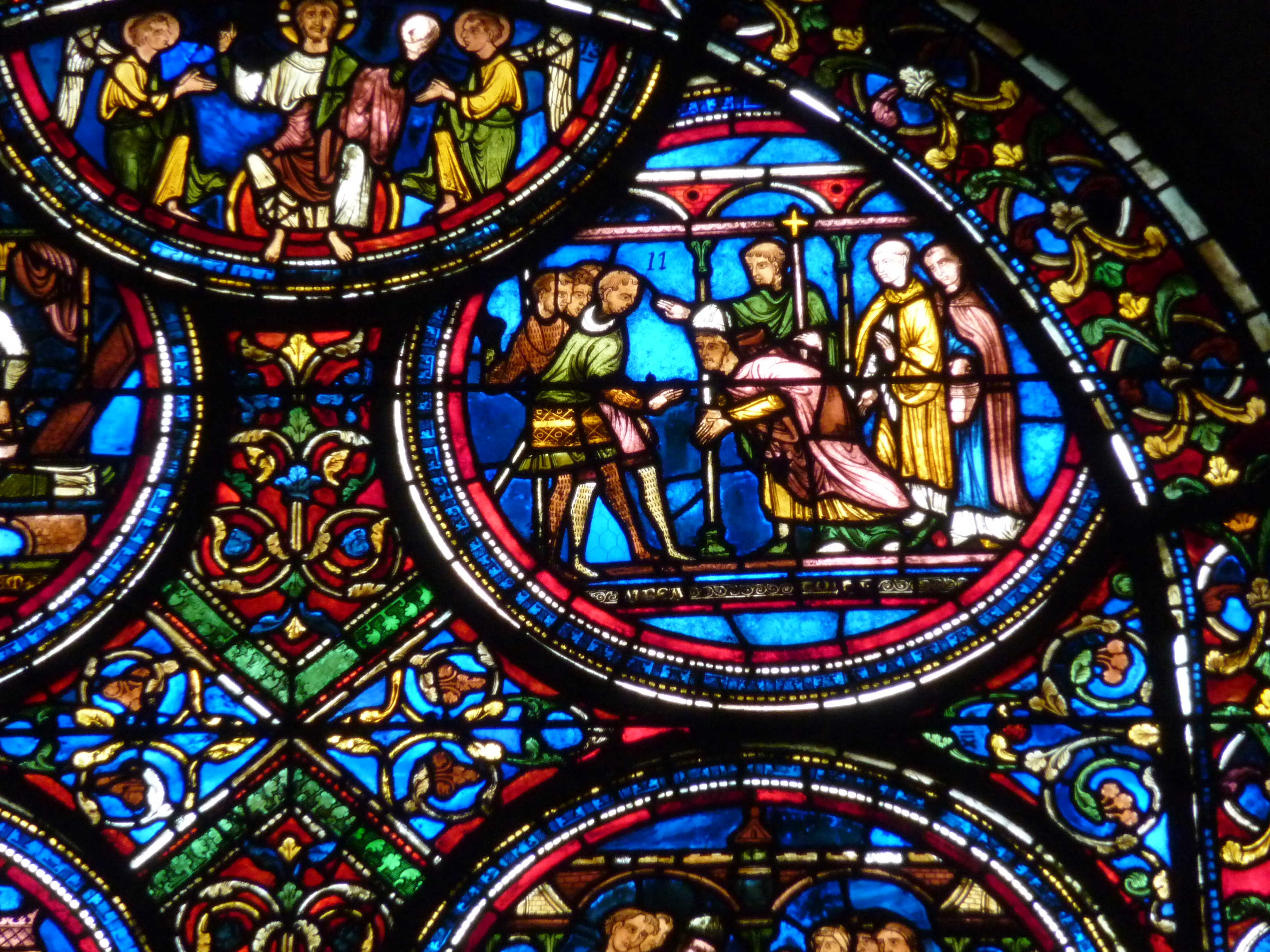
Elftes Medaillon (rechts oben): Ermordung von Thomas Becket in der Kathedrale von Canterbury durch Ritter.
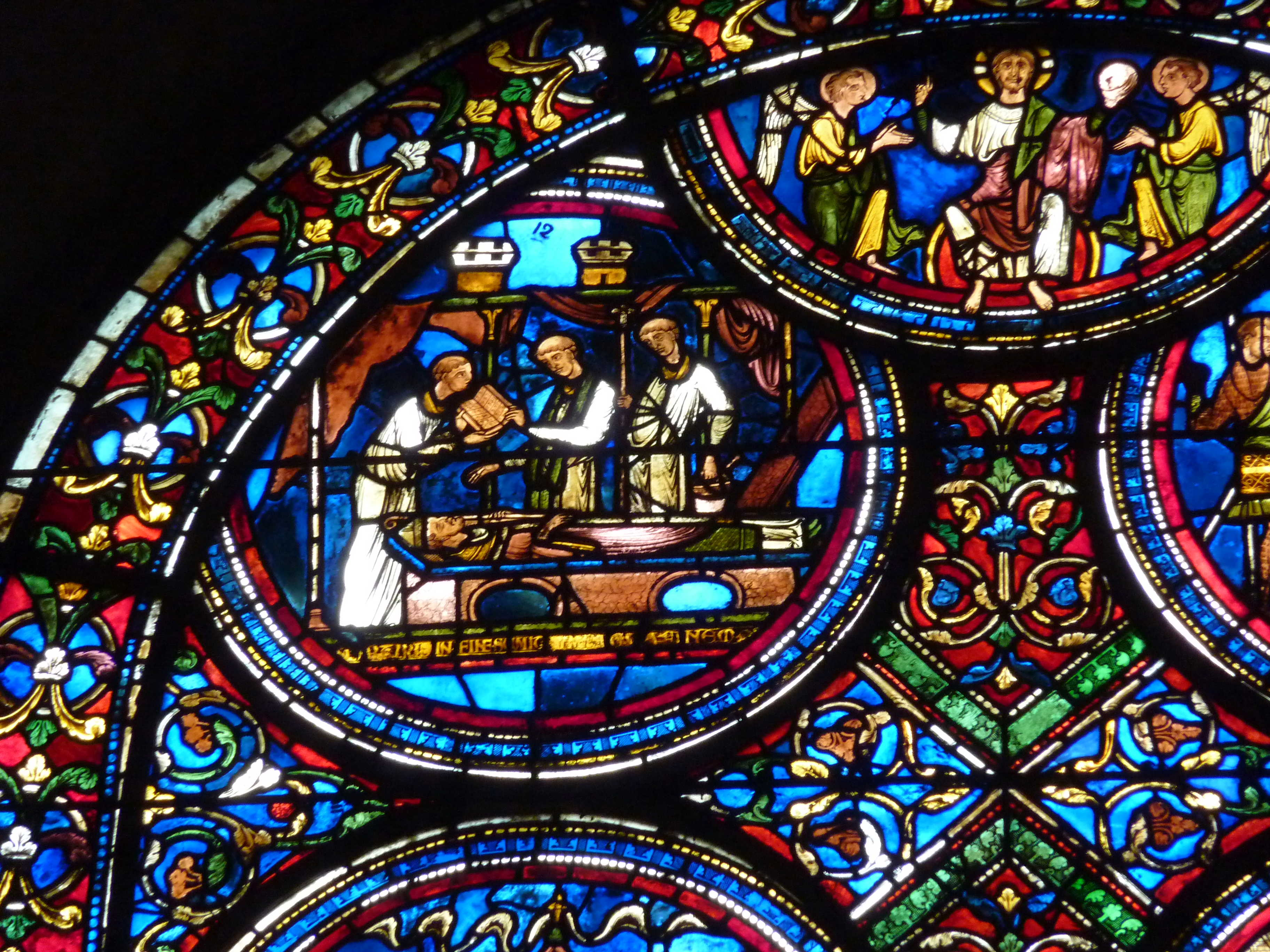
Zwölftes Medaillon (links oben): Der Leichnam von Thomas Becket liegt in einem Sarkophag.